# Hermann Lang (Bildhauer)

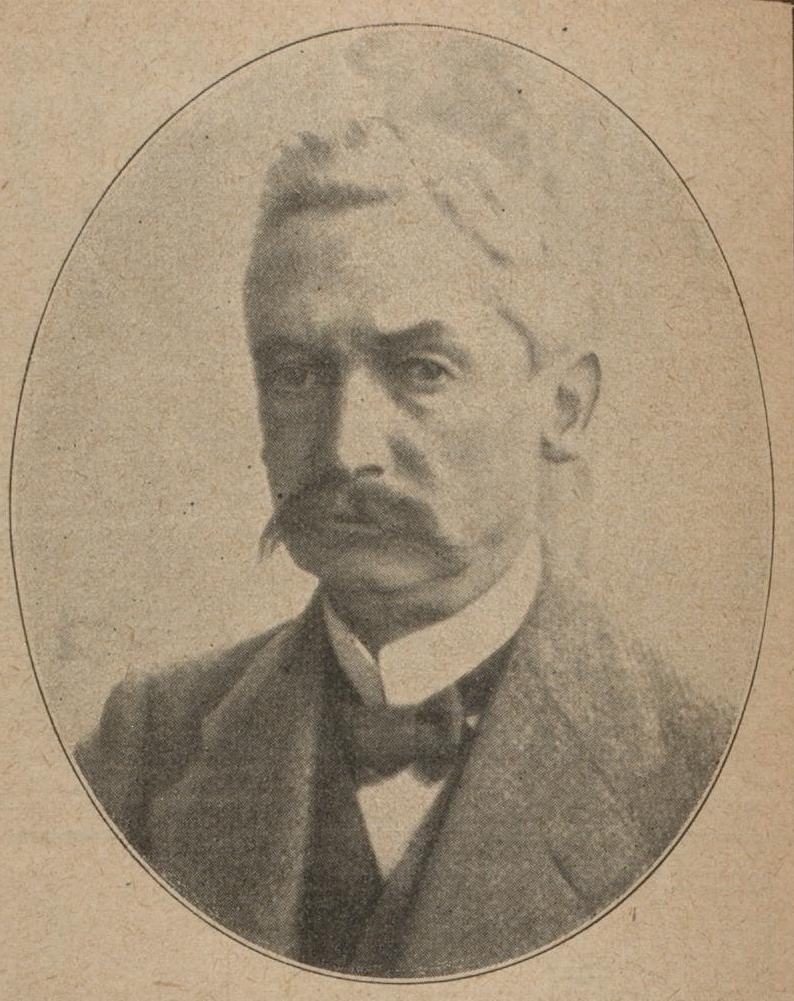
Hermann Lang

Hermann Lang (* 13. August 1856 in Heidenheim an der Brenz; † 8. Oktober 1916 in München) war ein deutscher Bildhauer und Medailleur.

## Leben
Lang studierte ab 1875 an der Stuttgarter Kunstakademie, zunächst bei Theodor Wagner, dann ab 1876 bei dessen Nachfolger Adolf von Donndorf. Ab 1886 betrieb er ein eigenes Atelier in Stuttgart. Von 1892 bis 1895 war er Mitarbeiter bei Adolf von Hildebrand in München, wo er ab 1896 selbständig tätig war. Im Frühjahr 1895 und im Herbst 1905 unternahm er Studienreisen nach Italien.
Hermann Lang war Mitglied im Deutschen Künstlerbund, auf dessen erster Jahresausstellung 1904 er eine Porträtbüste von Carl von Liebermeister zeigte.

## Werke
|  | 1893             | Sitzender Hirte, Relief |
|  | 1895             | Statuette des St. Sebastian |
|  | 1895 (oder 1898) | Grabmal für Gräfin Lanckoroński in Wien |
|  | vor 1898         | Porträtbüste |
|  | 1898             | Tympanonrelief am Hauptportal der Evangelischen Pauluskirche in Heidenheim |
|  | 1903             | Denkmal für Carl von Liebermeister, Marmorbüste am Gebäude der Universitätsklinik München; Nach Julius Baum existiert eine Büste Liebermeisters auch in der medizinischen Klinik in Tübingen. |
|  | 1903             | Der Auferstandene, Lindenholz, vergoldet, in der Friedenskirche in Ludwigsburg |
|  | 1904             | Plakette für Adolf Bayersdorfer |
|  | 1904             | Büste von August Pauly |
|  | 1906             | Christus und Thomas, Relief an der Fassade der Erlöserkirche in München |
|  | 1906             | Vorentwurf für das Reformationsdenkmal in Stuttgart |
|  | 1907             | Kruzifix, Kalkstein, in der Markuskirche in Stuttgart |
|  | 1909             | Plakette für Martin Greif |
|  | 1911             | Wettbewerbsentwurf für das Reformationsdenkmal in Stuttgart (nicht ausgeführt) |
|  | 1911/1912        | überlebensgroße Statue des Baumeisters Ulrich von Ensingen im Ulmer Münster |
|  | 1912             | Sandalenlöserin, Marmorrelief |
|  | 1912             | Grabmal für Martin Greif in Zangberg-Palmberg |
|  | 1912             | Grabmal für den Komponisten Burkhart in Nürtingen |
|  | ab 1912          | Grabmal für Karl Haider in Schliersee |
|  | 1912–1916        | Statue von Johann Adam von Seuffert an der Fassade des Justizpalasts in Nürnberg (zweite Figur von links)                                                                                     |